# Begierde (1951)
Begierde (Verweistitel: Die Perlenkette) ist ein deutsches Filmdrama des Regisseurs Karl Georg Külb von 1951. Die Hauptrollen werden von Winnie Markus und Richard Häussler gespielt. Tragende Rollen sind mit Rolf von Nauckhoff, Olga Tschechowa und Gisela Fackeldey besetzt.
Die Filmhandlung beruht auf Guy de Maupassants Erzählung Der Schmuck (franz. La Parure).

## Handlung
Frankreich, 1867: Der Arzt Dr. Richards und sein Bekannter Paul gehen über eine Brücke. Richards meint zu Paul: „Diese Brücke kennt eine Geschichte unwahrscheinlich, unerbittlich, zum Teil schillernd, berauschend, wie nur das Leben sie zu erzählen vermag. Es ist die Geschichte von dem Bettler mit den Veilchen.“ Er nimmt Paul mit zu den Portalen von St. Magdalena. Dort wird eine Totenmesse gelesen. Martin Reval sitzt dort, um dessen Geschichte es geht.
Alles begann mit dem 15. Mai, Martins Hochzeitstag. Er hat seiner Frau Susanne ein Porzellanservice gekauft und ist gespannt auf ihre Reaktion. Ein kleiner Veilchenstrauß und ein von beiden geliebtes Gedicht dürfen nicht fehlen. Susannes Freude ist groß. In der Bank, wo Martin arbeitet, hat der Abteilungsleiter Selbstmord begangen, von Unterschlagung ist die Rede. Martin macht sich Hoffnung auf diesen Posten. Dort lernt er den eleganten Robert von Raviguy kennen, der einen größeren Betrag von seinem Konto abheben will, das jedoch nicht ausreichend gedeckt ist. Allerdings ist Robert der Neffe des Bankpräsidenten, was Martin zu diesem Zeitpunkt nicht weiß.
Robert von Raviguy flirtet wieder einmal mit der Opernsängerin Vera Veron, die in Kürze zu einer längeren Tournee aufbrechen will.  Bei einem Einkauf treffen beide auf Susanne, wobei sich herausstellt, dass Vera eine alte Freundin von Susanne ist. Vera möchte wissen, wie Susanne wohnt und kommt mit ihr nach Hause, was Susanne ein wenig peinlich ist, da sie in einfachen Verhältnissen lebt. Vera nimmt daran jedoch keinen Anstoß und fröhlich plaudern beide miteinander. Vera wollte nie heiraten, sondern berühmt werden und das ist ihr auch gelungen. Zusammen bereiten sie sodann das Abendessen vor. In die Vorbereitungen platzt Robert von Raviguy hinein. Unverblümt sagt er Susanne, dass er Feuer gefangen habe, bei ihr. Susanne weist ihn sofort darauf hin, dass sie verheiratet sei. Als Martin hinzukommt, überredet Robert ihn, dass er erlaube, Susanne zu malen.
Robert bittet seinen Onkel und seine Tante die Revals zu ihrem geplanten Ball einzuladen. Obwohl Susanne Bedenken hat, kann ihr Mann sie überreden, eine entsprechende Einladung anzunehmen. Er bittet Susanne zudem, sich eine Halskette ihrer Freundin Vera zu leihen, um einen entsprechenden Eindruck bei den Raviguys zu hinterlassen. Susanne wählt eine Perlenkette. Das junge Paar genießt den Ball in vollen Zügen. Als man wieder zuhause ist, stellt Martin fest, dass die Perlenkette verschwunden ist. Bei seiner Suche nach dem Kleinod spielen ihm seine Sinne immer wieder einen Streich. Mit dem leeren Etui gehen die Revals zum Juwelier, dessen Name sie im Etui finden. 4000 Taler koste eine gleiche Anfertigung, erfahren sie dort. Das Ehepaar überlegt, was nun zu tun sei.
Susanne will ihrer Freundin die Wahrheit sagen, trifft jedoch nur auf deren schleimigen Impresario Baranowski. Vera ist bereits nach London abgereist. Ohne Skrupel nutzt er die Situation aus und treibt Susanne in die Enge, er will, dass sie sich ihm hingibt. Im letzten Moment kann sie ihm entkommen. Um den Betrag zusammenzubekommen, stellen beide alles Mögliche an, sie vermieten ihr Wohnzimmer an einen Geigenvirtuosen, verkaufen ihr Porzellan, Susanne näht für einige Kreuzer bis spät in die Nacht und auch Martin nimmt noch zusätzlich eine Arbeit an. Baranowski sitzt ihnen im Nacken und droht ständig damit, Martins Arbeitgeber zu unterrichten.
Als Susanne Blumen und einen Brief von Raviguy erhält mit der erneuten Bitte, sie malen zu dürfen, meint Martin, dass er gehört habe, dass man mit Modellstehen sehr viel Geld verdienen könne. So bietet sie sich Raviguy als Modell an. In der Bank bewahrt derweil ein alter Diener Martin vor der Versuchung, Geld an sich zu nehmen. Susanne soll Modellstehen mit nichts als einem Spitzentuch. Darüber kommt es zwischen dem Paar zu einem Disput. Martin wirft seiner Frau vor, dass sie sich zu fein sei, Geld zu verdienen. Noch am selben Abend hat er einen Blutsturz und wird von seinem Arzt aufs Land geschickt. Susanne sitzt Robert regelmäßig Modell. Endlich ringt sie sich dazu durch, Robert alles zu erzählen. Er meint, sie hätte sich viel Kummer ersparen können, wenn sie sofort mit ihm gesprochen hätte. Die Anfertigung der Kette werde noch heute von ihm in Auftrag gegeben. Das habe sie sich verdient. Susanne will nicht wahrhaben, dass sie für Robert inzwischen ebenso empfindet, wie er für sie, die Ehe sei doch ein heiliges Sakrament, es heiße doch, bis dass der Tod uns scheidet. In ihr sei etwas zerbrochen an dem Tag, als ihr Mann sie zu Robert geschickt habe. Letztendlich geben sich beide ihren Gefühlen hin.
Als Robert seine Bilder ausstellt, ist auch Vera zurück. Robert erzählt ihr, dass es ihn ganz und gar gepackt habe. Vera jedoch ist der Ansicht, das sei gewissenlos, Susanne werde daran zerbrechen. Sie beschwört ihn, dass Susanne zu ihrem Mann gehöre, denn Robert sei, genau wie sie, anders. So schreibt Raviguy Susanne einen Brief, in dem er sie wissen lässt, dass er nicht das Recht habe, sie an sich zu binden. Wenn sie sich auch nahegekommen seien, so würden sie doch immer weiter voneinander entfernt sein als zwei Sterne. Dem Abschiedsbrief liegen Blumen und die Perlenkette bei. Gerade an diesem Tag kommt Martin zurück und platzt in Susannes verzweifelte Stimmung hinein. Als Martin die Perlenkette sieht, erzählt Susanne ihm, dass sie sie im Futter ihres Mantels gefunden habe. Martin macht sich auf, um sie Vera sofort zurückzugeben. Er kann nicht glauben, als er von ihr erfährt, dass das nicht ihre Kette sei, sie habe Susanne eine Kette mit unechten Perlen überlassen, vielleicht 40 Taler wert. Das seien ja echte. Martin weiß nun aber auch, dass Susanne ihn belogen haben muss. Doch es ist eh schon zu spät, Susanne hat sich in den Fluss gestürzt, ihre Leiche wird nicht gefunden.

## Produktion und Hintergrund
Produktionsfirmen waren die Allegro-Film oHG Dr. K. G. Külb & Co. (München) und die Südwest-Film GmbH (Freiburg/Breisgau). Der Film entstand in den Film Ateliers in München-Geiselgasteig mit Außenaufnahmen aus München. Für die Filmbauten war Ernst H. Albrecht verantwortlich, für die Kostüme Ursula Maes. Es spielte das Bavaria Symphonie-Orchester. Die Produktionsleitung lag in den Händen von Erwin Gitt. Der Film wurde am 6. Februar 1951 unter der Nr. 02487 einer FSK-Prüfung unterzogen und ab 16 Jahren freigegeben mit dem Zusatz „feiertagsfrei“.
Uraufgeführt wurde Begierde am 2. März 1951 im Hahnentor in Köln. Im Kino der DDR lief der Film am 5. Dezember 1952 unter dem Titel Die Perlenkette an. Auch in Österreich lief der Film unter diesem Titel. Im DFF wurde er erstmals am 14. Dezember 1958 ausgestrahlt.
Winnie Markus singt das Lied Ich frag mein Herz, wo gehörst du hin ….

## Kritik
Das Lexikon des internationalen Films befand: „Schauspielerisch ansprechendes, aber etwas langatmiges Ehedrama nach Maupassants Novelle, das die knapp präzisierte Menschenschilderung der Vorlage gelegentlich vergröbert.“